# Il girotondo rotondo di Onchan
Il girotondo rotondo di Onchan (ユメミル、アニメ「onちゃん」?, Yume miru anime Onchan) letteralmente "Sognando Onchan", è un anime prodotto da Hokkaido Television Broadcasting (HTB) e Egg Inc. nel 2007. Il personaggio di On-chan è stato la mascotte di HTB da quando ha ufficialmente debuttato il 1º dicembre del 1997, ed era già apparsa nel 2003 con il film On-chan yume Power dai-boken.
La serie animata prodotta in 26 episodi è stata trasmessa per la prima volta a partire da venerdì 18 gennaio 2008 dall'emitente giapponese Hokkaido Television Broadcasting ed e poi stata diffusa sul canale satelitare BS11. Una seconda stagione è stato trasmessa su HTB tra il 9 novembre 2010 e il 12 luglio 2011.
In Italia la serie animata è stata importata da Nicola Bartolini Carrassi, che si è recato in Giappone così da convincere i creatori della seria a renderla disponibile in altri paesi oltre al Giappone. Il risultato è stata l'edizione in DVD più CD audio distribuito da 20th Century Fox e RCO EUROPE - Ryan Carrassi Omnimedia  . La sigla italiana (di Ryan Carrassi - Ineno) è cantata da Davide Flauto con  “I Piccoli Artisti” Accademia New Day diretti da Cristina Paltrinieri.

## Trama
On-chan è un simpatico extraterrestre giunto sulla Terra con i suoi "strambi" amici! Come tutti i bambini, anche lui deve imparare a conoscere le meraviglie del nostro pianeta e lo farà vivendo fantastiche avventure in compagnia di due piccoli terrestri.

## Episodi

### Prima stagione
| Nº | Titolo italiano Giapponese 「Kanji」 - Rōmaji                                                         | In onda          | In onda               |
| Nº | Titolo italiano Giapponese 「Kanji」 - Rōmaji                                                         | Giapponese       | Italiano (home video) |
| 1  | Benvenuti nella mia città! On! 「ポンピコ町だオン！」 - Ponpiko machi da On!                          | 18 gennaio 2008  | gennaio 2011          |
| 2  | Sfida a nascondino! On! 「noちゃんとかくれんぼだオン！」 - No-chan to kakurenbo da On!                | 25 gennaio 2008  | gennaio 2011          |
| 3  | Che bello il pic-nic! On! 「ピクニックはおいしいオン！」 - Pikunikku wa oishī On!                     | 1º febbraio 2008 | gennaio 2011          |
| 4  | Un meraviglioso concerto! On! 「トマルくんの演奏会だオン！」 - Tomaru-kun no ensō-kai da On!          | 8 febbraio 2008  | gennaio 2011          |
| 5  | Chi ne sa di più? On! 「おしゃべりmeちゃんだオン！」 - Oshaberi Me-chan da On!                        | 15 febbraio 2008 | gennaio 2011          |
| 6  | Mai litigare! On! 「anちゃんがやってきたオン！」 - An-chan ga yatte kita On!                          | 22 febbraio 2008 | gennaio 2011          |
| 7  | Un dolcetto tira l'altro! On! 「おかし大好きてんこちゃんだオン！」 - Okashi daisuki Tenko-chan da On! | 29 febbraio 2008 | gennaio 2011          |
| 8  | Un albero molto speciale! On! 「いじわるツリーだオン！」 - Ijiwaru tsurī da On!                       | 7 marzo 2008     | gennaio 2011          |
| 9  | 「博士の研究所だオン！」 - Hakase no kenkyūjo da On!                                                  | 14 marzo 2008    | -                     |
| 10 | 「noちゃんのおやつだオン！」 - No-chan no oyatsu da On!                                               | 18 aprile 2008   | -                     |
| 11 | 「パパ、おかえりオン！」 - Papa, okaeri On!                                                           | 25 aprile 2008   | -                     |
| 12 | 「伝説のチーズだオン！」 - Densetsu no Chīzu da On!                                                   | 2 maggio 2008    | -                     |
| 13 | 「ボク、飛べたオン！」 - Boku, tobeta on!                                                             | 9 maggio 2008    | -                     |
| 14 | 「飛べ飛べフウセンカだオン！」 - Tobetobe fuusenka da On!                                             | 16 maggio 2008   | -                     |
| 15 | 「noちゃんの夢はでっかいオン！」 - No-chan no yume wa dekkai On!                                      | 23 maggio 2008   | -                     |
| 16 | 「今度は飛行ヘルメットだオン！」 - Kondo wa hikō Herumetto da On!                                     | 30 maggio 2008   | -                     |
| 17 | 「雲に乗ったてんこちゃんだオン！」 - Kumo ni notta Tenko-chan da On!                                  | 6 giugno 2008    | -                     |
| 18 | 「ouちゃんは天才画伯だオン！」 - Ou-chan wa tensai gahaku da On!                                      | 13 giugno 2008   | -                     |
| 19 | 「ママになったokちゃんだオン！」 - Mama ni natta OK-chan da On!                                       | 20 giugno 2008   | -                     |
| 20 | 「anちゃんの修行だオン！」 - An-chan no shugyō da On!                                                 | 11 luglio 2008   | -                     |
| 21 | 「なぞなモシーのなぞ探しだオン！」 - Nazona moshī no nazo sagashi da On!                              | 18 luglio 2008   | -                     |
| 22 | 「meちゃんの大活躍だオン！」 - Me-chan no dai katsuyaku da On!                                        | 25 luglio 2008   | -                     |
| 23 | 「パレード祭だオン！」 - Parēdo-sai da On!                                                            | 1º agosto 2008   | -                     |
| 24 | 「トマルくんの新しい友達だオン！」 - Tomaru-kun no atarashī tomodachi da On!                          | 8 agosto 2008    | -                     |
| 25 | 「キタキラ星、キラリだオン！」 - Kitakira-boshi, kirari da On!                                        | 15 agosto 2008   | -                     |
| 26 | 「夢みる力だオン！」 - Yumemiru chikara da On!                                                        | 22 agosto 2008   | -                     |

### Seconda stagione
| Nº | Giapponese 「Kanji」 - Rōmaji                                         | In onda          | In onda |
| Nº | Giapponese 「Kanji」 - Rōmaji                                         | Giapponese       |         |
| 27 | 「バラバラになったオン」 - Barabara ni natta On                       | 9 novembre 2010  |         |
| 28 | 「チーズ作りだオン」 - Chīzu tsukuri da On                            | 16 novembre 2010 |         |
| 29 | 「mo muの正体だオン！」 - Mo Mu no shōtai da On!                      | 23 novembre 2010 |         |
| 30 | 「あきらめかけた夢だオン！」 - Akirame kaketa yume da On!             | 30 novembre 2010 |         |
| 31 | 「不思議いっぱいドカン島だオン！」 - Fushigi ippai dokan shima da On! | 7 dicembre 2010  |         |
| 32 | 「世界は大きいオン！」 - Sekai wa ōkī On!                             | 14 dicembre 2010 |         |
| 33 | 「なぞなモシー危機一髪だオン！」 - Nazo na moshī kikiippatsuda On!    | 21 dicembre 2010 |         |
| 34 | 「お母さんのチカラだオン！」 - Okāsan no chikara da On!               | 11 gennaio 2011  |         |
| 35 | 「オバケ～だオン！」 - Obake~da On!                                   | 18 gennaio 2011  |         |
| 36 | 「やぶれたフウセンカだオン！」 - Yabureta fuusenka da On!             | 25 gennaio 2011  |         |
| 37 | 「meちゃんが飛べないんだオン！」 - Me-chan ga tobenain da On!         | 1º febbraio 2011 |         |
| 38 | 「パパたちの夢だオン！」 - Papa-tachi no yume da On!                  | 8 febbraio 2011  |         |
| 39 | 「帰って来たアイツだオン！」 - Kaette kita aitsu da on!               | 15 febbraio 2011 |         |
| 40 | 「ふたたび冒険だオン！」 - Futatabi bōken da On!                      | 22 febbraio 2011 |         |
| 41 | 「アッと驚く海賊船だオン！」 - Atto odoroku kaizoku-senda On!         | 1º marzo 2011    |         |
| 42 | 「ドクターggの秘密だオン！」 - Dokutā GG no himitsu da On!            | 8 marzo 2011     |         |
| 43 | 「めざせポンピコ町だオン！」 - Mezase Ponpiko machi da On!            | 19 aprile 2011   |         |
| 44 | 「フウセンカを見つけるオン！」 - Fuusenka o mitsukeru On!             | 26 aprile 2011   |         |
| 45 | 「フラワー島で花探しだオン！」 - Furawā shima de hana sagashida On!   | 10 maggio 2011   |         |
| 46 | 「スクスク水を見つけるオン！」 - Sukusuku mizu o mitsukeru On!        | 17 maggio 2011   |         |
| 47 | 「託された願いだオン！」 - Takusareta negai da On!                    | 24 maggio 2011   |         |
| 48 | 「フウセンカを育てるオン！」 - Fuusenka o sodateru On!                | 31 maggio 2011   |         |
| 49 | 「守れフウセンカだオン！」 - Mamore fuusenka da On!                   | 7 giugno 2011    |         |
| 50 | 「夢の練習だオン！」 - Yume no renshū da On!                          | 14 giugno 2011   |         |
| 51 | 「夢、いよいよだオン！」 - Yume, iyoiyo da On!                        | 21 giugno 2011   |         |
| 52 | 「動き出した夢だオン！」 - Ugokidashita yume da On!                   | 12 luglio 2011   |         |

## Doppiaggio
| Personaggio | Doppiatore originale | Doppiatore italiano |
| ----------- | -------------------- | ------------------- |
| On-chan     | Rie Tanaka           | Ryan Carrassi       |
| Ok-chan     | Hiromi Konno         | Elisabetta Spinelli |
| Tenko-chan  | Tomoko Kaneda        | Federica Valenti    |
| No-chan     | Keiji Hirai          | Davide Flauto       |
| An-chan     | Kouhei Matsumoto     | Renato Novara       |
| Me-chan     | Kana Uetake          | Angiolina Gobbi     |

L'edizione italiana è stata curata dalla Disc to Disc di Milano sotto la direzione di Nicola Bartolini Carrassi, il quale si è occupato anche della traduzione e dell'adattamento oltre che aver doppiato il protagonista On-chan. Il ruolo di assistente al doppiggio è stato affidato ad Angiolina Gobbi (voce di Me-chan), quello di fonico ad Alessandra Garavaldi mentre la post-produzione della sigla video a Dario Pietrobono.